# 한여름 밤의 유혹
《한여름 밤의 유혹》(영어: Careful What You Wish For)은 미국에서 제작된 엘리자베스 앨런 로즌바움 감독의 2015년 에로틱 스릴러 영화이다. 닉 조너스, 이저벨 루커스 등이 출연하였다. 영화의 줄거리는 1981년 영화 《보디 히트》의 영향을 받았다.

## 줄거리
청소년 더그는 여름 동안 부모님의 호숫가 별장에 머물게 된다. 이웃에 투자 은행가 엘리엇 하퍼가 이사 오고, 더그는 엘리엇의 어린 아내 리나에게 이끌린다.
엘리엇은 더그에게 범선 수리를 맡기고, 이를 계기로 더그는 엘리엇이 일로 자주 집을 비우는 사이 리나와 깊은 관계가 된다. 리나의 몸엔 가정 폭력의 흔적이 보인다.
어느 날 더그는 리나로부터 좋지 않은 일이 생겼다는 연락을 받는다. 리나와 함께 하퍼가의 집에 간 더그는 엘리엇의 시체를 발견한다. 리나는 엘리엇이 휘두르는 폭력으로부터 자기 방어를 하는 과정에서 사고로 엘리엇을 죽였다고 말하고, 더그는 시체 처리를 돕는다.
보험조사원 앤지와 보안관은 더그를 의심하기 시작한다.

## 출연
- 닉 조너스 - 더그 마틴 역
- 이저벨 루커스 - 리나 하퍼 역
- 폴 소비노 - 보안관 역
- 캔디스 매클루어 - 앤지 앨버레즈 역
- 그레이엄 로저스 - 카슨 역
- 더멋 멀로니  - 엘리엇 하퍼 역